# Обратное рассеяние в фотографии

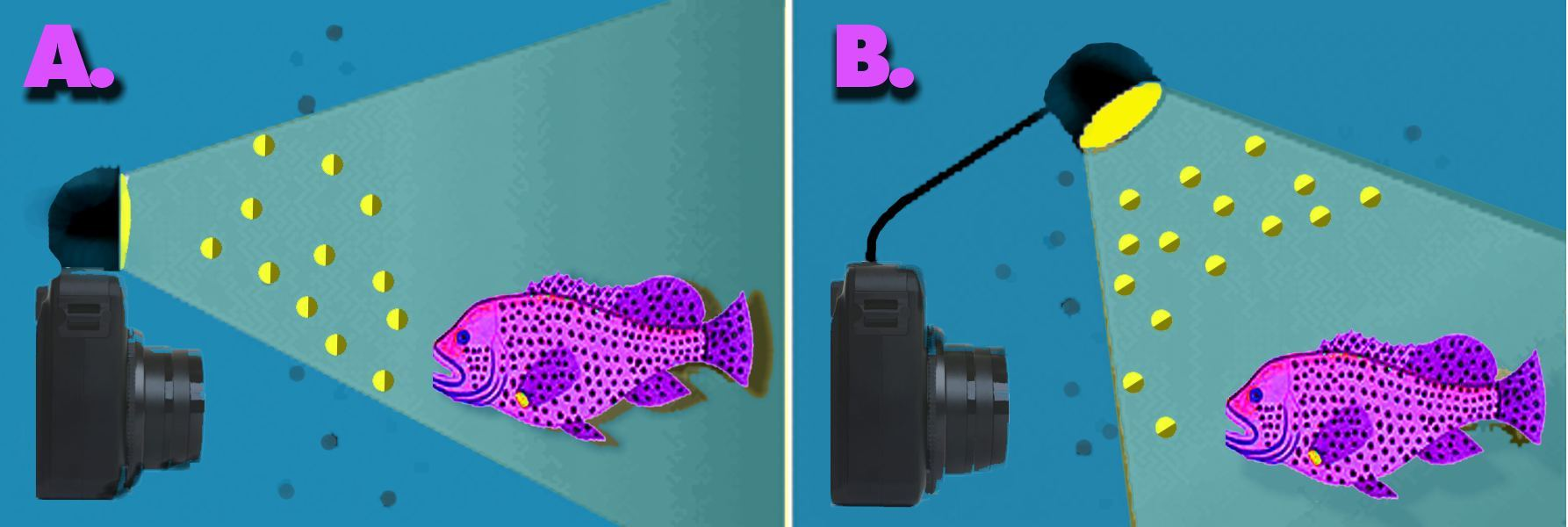
Гипотетический пример подводной съёмки с появлением круглых артефактов в более (A) вероятных и менее (B) вероятных условиях, отображающий свойство частиц вблизи объектива направленно отражать вспышку. Элементы показаны не в натуральном соотношении масштабов.

Обратное рассеяние в фотографии (именуемое также как околокамерный отблеск) представляет собой оптический феномен, проявляющийся в виде круглых артефактов на изображении — бликов, обусловленных запечатлением пучков яркого света, отражённых от расфокусированных пылинок, капель воды либо других микрообъектов, рассеянных в воздухе или водном пространстве. Часто это явление встречается при использовании встроенных вспышек компактных и ультракомпактных фотоаппаратов, поскольку короткое расстояние между самой вспышкой и объективом сужает угол отражения света, что увеличивает шансы его попадания назад в объектив.

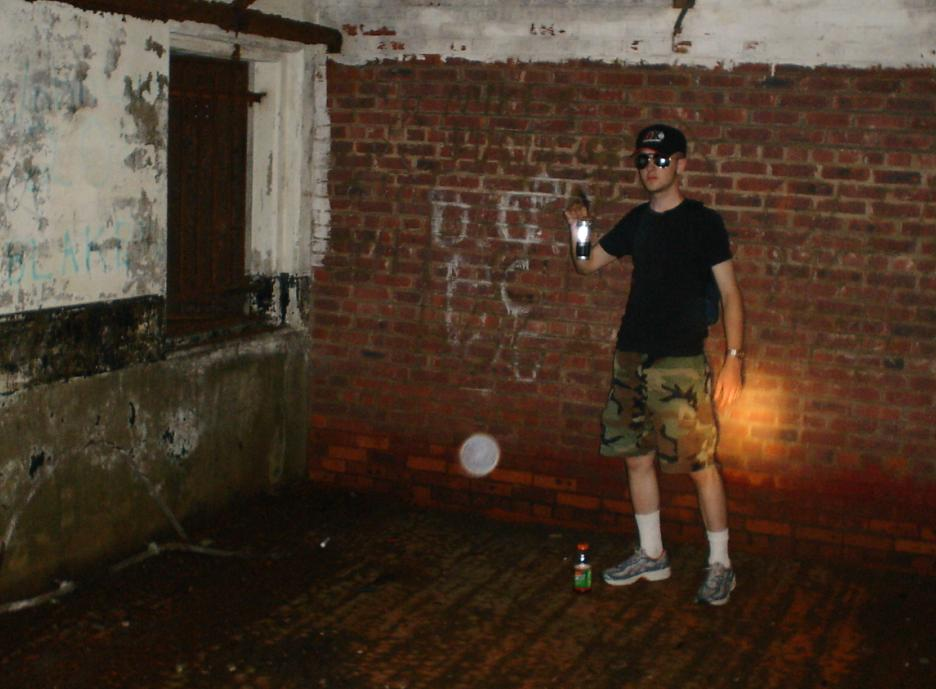
Белый круг на уровне колена человека в помещении.

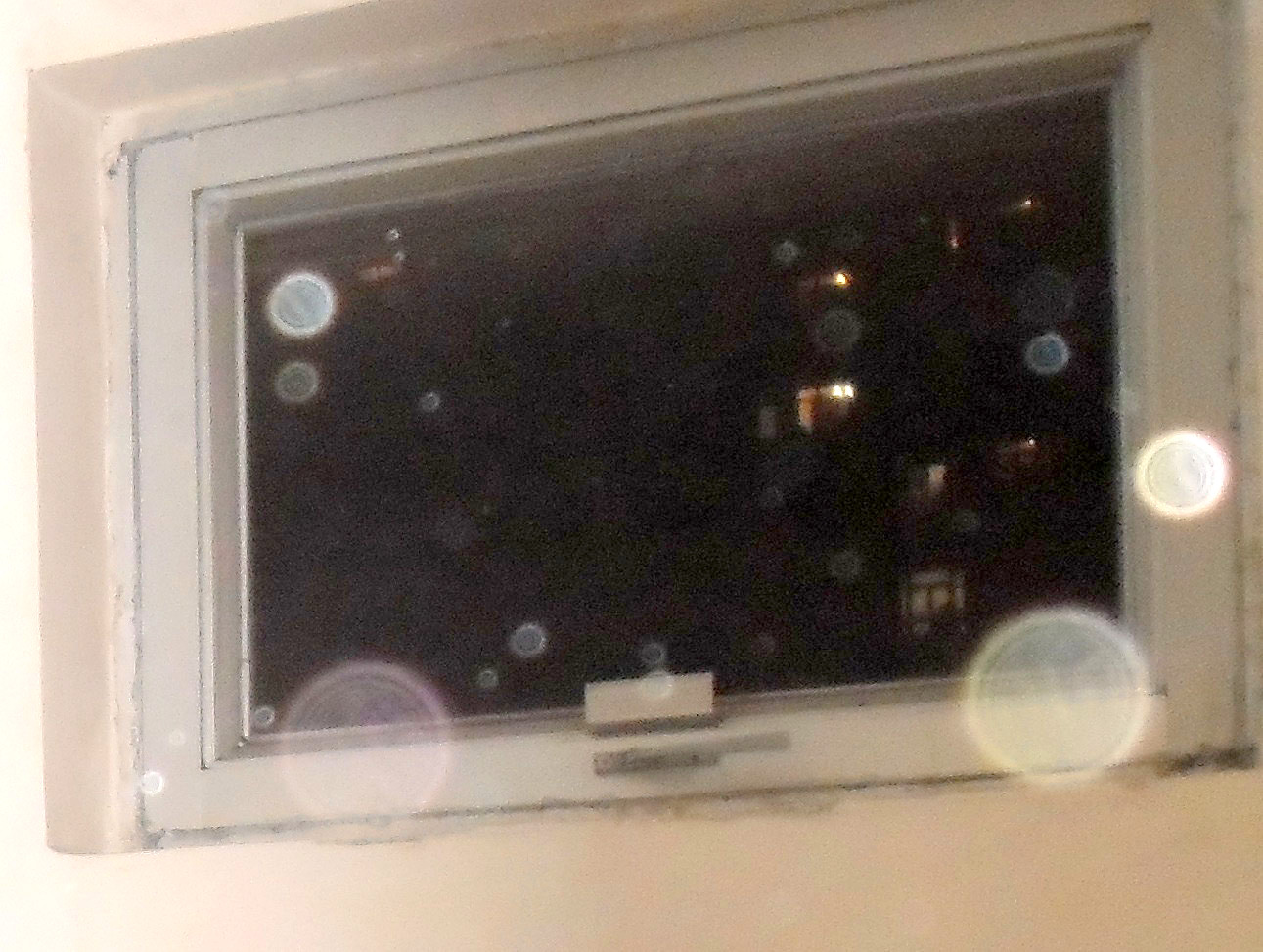
Рассеяние, вызванное отражением вспышки камеры от пылинок, образует расфокусированные кругообразные артефакты на снимке.

Иногда такие оптические артефакты называют кругами, ссылаясь на паранормальные версии их происхождения. Является частным случаем обратного рассеяния.

## Описание
Артефакты в основном представляют собой сплошные полупрозрачные круги, хотя иногда они могут иметь отверстие по центру, частичный цветовой спектр, маджентовый сдвиг или другую хроматическую аберрацию, бывают разных размеров и интенсивности. Некоторые круги имеют протяжённые следы, вызванные смазыванием снимка.
Во время дождя, когда свет проходит сквозь капли, из-за обратного рассеяния можно запечатлеть маленький эффект радуги.

## Причины

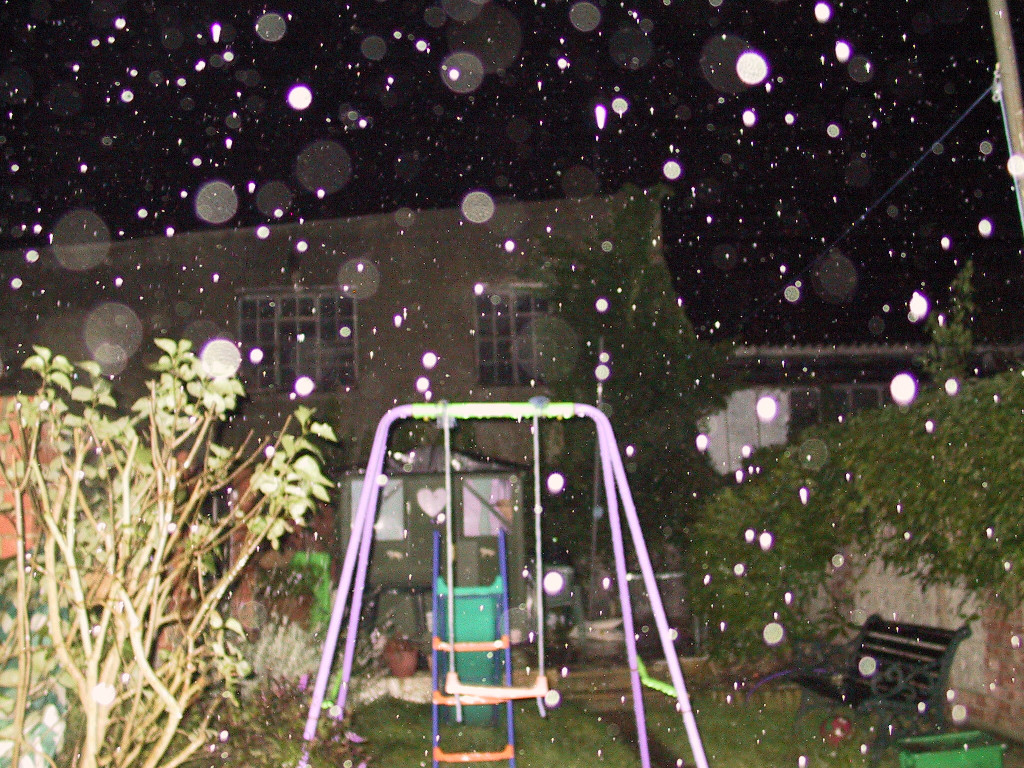
Округлые расфокусированные визуальные артефакты, появившиеся из-за дождя.

Причина данного феномена заключается в явлении рассеяния света частицами среды и его расфокусировка во время фотографии или видеозаписи.
В основном рассеяние возникает в слабоосвещённых локациях во время дождя или снега при использовании фотоаппаратной вспышки. В некоторых случаях в качестве факторов выступают дымка или подводная съёмка, когда источник яркого света (согласно правилу обратных квадратов) и отблёскивающие расфокусированные частицы оказываются около камеры. Также факторами могут служить пыльца, водяной конденсат, атмосферный аэрозоль, инородные тела внутри самой линзы, подводные планктонные организмы или следствия жизнедеятельности насекомых. Иногда данный эффект можно наблюдать на видеозаписях с инфракрасных камер, когда суперяркие ИК-лампы освещают микроскопические частицы вблизи объектива.
Fujifilm называет данное явление самой распространённой проблемой фотографии:

В воздухе всегда находится определённое количество частичек пыли. Вы можете заметить, что если во время просмотра фильма взглянуть вверх на свет проектора, то в световом потоке будут видны кружащиеся огоньки. Таким же образом пылинки витают вокруг вас, когда вы фотографируете. Свет вспышки отражается от них и порой попадает на ваш снимок. Конечно, находящиеся вблизи камеры пылинки размыты, поскольку на них не направлен фокус, но так как они отражают свет лучше, чем более дальние объекты в кадре, то иногда отражённый от них свет попадает обратно в объектив камеры и выглядит на конечном изображении как круглое белое пятно. Так что такие круги - есть размытое отображение частиц пыли.
Оригинальный текст (англ.)There is always a certain amount of dust floating around in the air. You may have noticed this at the movies when you look up at the light coming from the movie projector and notice the bright sparks floating around in the beam. In the same way, there are always dust particles floating around nearby when you take pictures with your camera. When you use the flash, the light from the flash reflects off the dust particles and is sometimes captured in your shot. Of course, dust particles very close to the camera are blurred since they are not in focus, but because they reflect the light more strongly than the more distant main subject of the shot, that reflected light can sometimes be captured by the camera and recorded on the resulting image as round white spots. So these dots are the blurred images of dust particles.
Для устранения этого рода артефактов следует пользоваться стробоскопической вспышкой, расположенной на некотором расстоянии от объектива.

## Паранормальные теории
Некоторые исследователи паранормальных явлений считают, что проявление кругов на фотографии имеет мистические корни. Другие утверждают, что круги есть иная форма жизни, приводя в доказательство их якобы осознанные передвижения. Данная теория является примером склонности человека к наделению предметов способностью к действию.
Тем не менее, множество из исследователей всё же сходится на мнении, что круги являются результатом природных феноменов.

## Ссылка
- https://commons.wikimedia.org/wiki/Category:Photographical_orbs